# SC Lichtenplatz
SC Lichtenplatz  was een Duitse voetbalclub uit Lichtenplatz, een ortsteil van Gevelsberg, Noordrijn-Westfalen.

## Geschiedenis
De club werd in 1918 opgericht. De club sloot zich aan bij de West-Duitse voetbalbond en speelde in de Zuidwestfaalse competitie. In 1928 promoveerde de club naar de hoogste klasse en eindigde enkele seizoenen in de middenmoot. In 1932/33 eindigde de club op een gedeelde tweede plaats, zij het met een grote achterstand op kampioen SuS Hüsten 09.
In 1933 fuseerde de club met SuS 08 Gevelsberg en TuS Westfalia 1913 Gevelsberg tot Sportring 33 Gevelsberg.